# Marcel de Souza
Ne doit pas être confondu avec Marcel Alain de Souza.
Marcel Ramon Ponickwar de Souza, connu sous le nom de Marcel, né le 4 décembre 1956, à Campinas, au Brésil, est un ancien joueur et entraîneur brésilien de basket-ball. Il évolue durant sa carrière aux postes d'arrière et d'ailier. Il est le frère du basketteur Maury de Souza.

## Palmarès
- 3e du championnat du monde 1978
- Champion des Amériques 1988
- 3e du championnat des Amériques 1989, 1992
- Vainqueur des Jeux panaméricains de 1987
- Finaliste des Jeux panaméricains de 1983
- 3e des Jeux panaméricains de 1975 et 1979